# Tobias Furneaux
El capitán Tobias Furneaux (Swilly, cerca de Plymouth, 21 de agosto de 1735-19 de septiembre de 1781) fue un navegante inglés y oficial de la Royal Navy, que acompañó a James Cook en su segundo viaje de exploración. Fue el primer hombre en circunnavegar el mundo en ambas direcciones. 

## Biografía
Furneaux nació en Swilly, cerca de Plymouth. Entró en la Royal Navy y fue empleada en las costas francesas y africanas, y en las Antillas durante la última parte de la guerra de los Siete Años (1760-63). Sirvió como segundo teniente del HMS Dolphin al mando del capitán Samuel Wallis en su viaje alrededor del mundo (agosto 1766 - mayo 1768). Furneaux se convirtió en comandante en noviembre de 1771 y comandó el HMS Adventure que acompañó a James Cook (con el HMS Resolution) en su segundo viaje. 
En esta expedición Furneaux quedó dos veces separado de su líder, primero del 8 de febrero al 19 de mayo de 1773, y después del 22 de octubre de 1773 al 14 de octubre de 1774, fecha de su regreso a Inglaterra. En la primera ocasión anterior exploró una gran parte de las costas sur y este de Tasmania, y de hecho realizó la primera carta marina británica de la isla, y la mayoría de los nombres que él bautizó sobreviven. Cook visitó esas tierras en su tercer viaje, confirmando la información y el trazado de la carta de Furneaux (con algunas críticas y enmiendas de menor importancia), Cook bautizó con su nombre al grupo Furneaux, las islas del estrecho de Banks, que dan inicio al estrecho de Bass, y al grupo ahora conocido como el archipiélago Low.
Después de que el Adventure quedase finalmente  separado del Resolutión en las aguas costeras de Nueva Zelandia, en octubre de 1773, Furneaux regresó a casa solo, llevando con él Omai de Ulaietea (Raiatea), el primer nativo de las islas del Mar del Sur que viajó al Reino Unido y que volvió de regreso a Tahití con Cook en 1776-77. 
Furneaux se convirtió en capitán en 1775. Durante la guerra de Independencia de Estados Unidos mandó el Siren en el ataque británico del 28 de junio de 1776 en Charleston, Carolina del Sur.